# Acanthophyllum korolkowii
Acanthophyllum korolkowii är en nejlikväxtart som beskrevs av Eduard August von Regel och Schmalh. Acanthophyllum korolkowii ingår i släktet Acanthophyllum och familjen nejlikväxter. Inga underarter finns listade i Catalogue of Life.